# Tōma Ikuta
Tōma Ikuta (生田 斗真 Ikuta Tōma?,  Muroran, Hokkaidō, Japón, 7 de octubre de 1984) es un actor y cantante japonés, afiliado a Johnny & Associates. Ikuta es conocido por sus papeles en Hanazakari no Kimitachi e, Hana Yori Dango Returns, Honey and Clover, Maō y Ouroboros, entre otros. También ha participado en filmes notables como Hanamizuki, Ningen Shikkaku (basada en la novela homónima de Osamu Dazai) y Brain Man.

## Biografía

### Primeros años
Ikuta nació el 7 de octubre de 1984 en la ciudad de Muroran, Hokkaidō, hijo de Hideki y Hiromi Ikuta. Tiene un hermano cuatro años menor, Ryūsei, quien trabaja como presentador de televisión para Fuji TV. Mientras aún asistía a la escuela primaria, su madre, quien era admiradora del grupo SMAP, envió una solicitud a Johnny & Associates, y posteriormente se convirtió en aprendiz de la agencia en 1996, como miembro de Johnny's Jr.

### Carrera
En 2007, Ikuta apareció en el controversial drama Hanazakari no Kimitachi e transmitido por Fuji TV, el cual fue quizás el mayor salto de Ikuta en el entretenimiento japonés. Luergo de su éxito en Hana Kimi, Ikuta protagonizó la obra Los dos hidalgos de Verona de William Shakespeare. Mientras aún trabajaba en la obra, también protagonizó otro de los dramas de Fuji TV en 2008, la adaptación en imagen real del popular manga Honey and Clover. En el drama interpretó el papel de Yūta Takemoto, un estudiante de arquitectura en una escuela de arte con un talento mediocre y que se enamora a primera vista de la sobrina de su profesor, Hagumi Hanamoto (interpretada por Riko Narumi). Debido a la popularidad de Hana Kimi, Fuji TV decidió transmitir un episodio especial de dos horas, anunciándolo a comienzos de 2008.
El ascenso a la fama de Ikuta se produjo con la adaptación japonesa del drama coreano Mawang, el cual protagonizó junto a Satoshi Ōno. El drama, renombrado como Maō, se centra en Ryo Naruse (interpretado por Ohno) un abogado que busca vengar la muerte de su hermano menor, y en el impetuoso e impulsivo detective Naoto Serizawa (interpretado por Ikuta), quien busca la expiación de un crimen que cometió en su juventud. En octubre de 2008, Ikuta volvió al escenario, interpretando el papel de Danny en la versión japonesa del musical "Grease". En 2009, Ikuta apareció en otro drama de Fuji TV, Majo Saiban: The Witch Trial. Allí interpreta a Tōru Yoshioka, un freeter que fue elegido como uno de los miembros del jurado que participará en el juicio de una mujer acusada de matar a su marido. El drama fue transmitido el 25 de abril de 2009, un mes antes de que el sistema de jurados fuera implementado en Japón.
Su consagración como actor sería con Ningen Shikkaku en 2010, una adaptación cinematográfica de la obra homónima del autor Osamu Dazai. Considerada una novela semiautobiográfica, Ikuta interpretó el papel principal de Yōzō Ōba, un joven a quien le resulta difícil relacionarse con el mundo que le rodea y enmascara este sentimiento de alienación con una actitud jovial. Sin embargo, su vida gira en un espiral hacia la autodestrucción. La portada de la novela publicada por Kadokawa fue renovada en octubre de ese año, y desde entonces ha tenido una imagen de Ikuta como Ōba. Después de esta renovación, la novela vendió más de 100.000 de copias. En respuesta a las cifras de ventas, Kadokawa decidió que durante un período de tiempo limitado, otras diez novelas de Dazai incluirían a Ikuta en las portadas. La campaña comenzó el 15 de diciembre de 2009. Fue la primera vez que el actor principal de una adaptación cinematográfica de una novela apareció en las portadas de todas las obras escritas por un autor.
Otras películas en las que ha aparecido son Hanamizuki, coprotagonizada por Yui Aragaki, y Seaside Motel. Mientras tanto, Ikuta comenzó a interpretar el papel de Honjo Sadame en el drama Unubore Deka junto con Tomoya Nagase. El 27 de julio de 2010, Ikuta apareció en el video musical para la canción NaNaNa de la banda Tokio. En 2010, Ikuta apareció en el programa de televisión documental Jōnetsu Tairiku (情熱大陸).
A finales de junio del 2024, Ikuta participó del video musical Killing Intent vs. Killing Intent (『殺意vs殺意) de la banda de metal japonesa Maximum the Hormone

## Filmografía

### Televisión
| Año  | Título                                        | Personaje         | Cadena   |
| ---- | --------------------------------------------- | ----------------- | -------- |
| 1997 | Agri                                          | -                 | NHK      |
| 1998 | Love & Peace                                  | Yohei Horiguchi   | NTV      |
| 2001 | Neverland                                     | Osamu Seto        | TBS      |
| 2002 | Hito ni Yasashiku                             | Yusuke            | Fuji TV  |
| 2002 | Engimono                                      | Hachida           | Fuji TV  |
| 2004 | Kinō no teki wa kyo no tomo                   | -                 |          |
| 2005 | Dekabeya                                      | Yukio Ochi        | TV Asahi |
| 2005 | Asuka e, Soshite mada Minu Ko e               | Sawamura Kazuya   | Fuji TV  |
| 2005 | Nemureru Mori no Shitai                       | Eiji/Yamazaki     | Fuji TV  |
| 2006 | Akihabara@Deep                                | Box               | TBS      |
| 2007 | Hana Yori Dango Returns                       | Junpei Oribe      | TBS      |
| 2007 | Hanazakari no Kimitachi e                     | Shuichi Nakatsu   | Fuji TV  |
| 2008 | Honey and Clover                              | Yūta Takemoto     | Fuji TV  |
| 2008 | Hanazakari no Kimitachi e                     | Shuichi Nakatsu   | Fuji TV  |
| 2008 | Maō                                           | Naoto Serizawa    | TBS      |
| 2009 | Inochi Naki Mono no Koe                       | Ryōsuke Ishimatsu | Fuji TV  |
| 2009 | Majo Saiban                                   | Toru Yoshioka     | Fuji TV  |
| 2009 | Yonimo \"Kim\" yo na Monogatari               | R 8427            |          |
| 2010 | Unobore Deka                                  | Sadame Honjo      | TBS      |
| 2010 | Kyuukei no Kouya                              | Shoichi Soeda     | Fuji TV  |
| 2012 | Osozaki no Himawari ~Boku no Jinsei, Renewal~ | Jotaro Kodaira    | Fuji TV  |
| 2014 | Gunshi Kanbei                                 | Takayama          | NHK      |
| 2015 | Ouroboros                                     | Ikuo Ryuzaki      | TBS      |
| 2019 | Idaten                                        | Mishima Yahiko    | NHK      |

### Películas
| Año  | Título                                        | Personaje        |
| ---- | --------------------------------------------- | ---------------- |
| 2010 | Hanamizuki                                    | Kohei Kiuchi     |
| 2010 | Seaside Motel                                 | Masayaki Kameda  |
| 2010 | Ningen Shikkaku                               | Yōzō Ōba         |
| 2011 | Genji Monogatari: Sennen no Nazo              | Hikaru Genji     |
| 2012 | Bokura ga Ita                                 | Motoharu Yano    |
| 2013 | Brain Man                                     | Ichiro Suzuki    |
| 2013 | The Mole Song: Undercover Agent Reiji         | Reiji Kikukawa   |
| 2014 | Miracle Debikuro-kun no Koi to Mahou          | Kitayama         |
| 2015 | Grasshopper                                   | Suzuki           |
| 2016 | The Mole Song 2: Hong Kong Capriccio          | Reiji Kikukawa   |
| 2017 | Close-Knit                                    | Rinko            |
| 2017 | Sensei ~ My teacher                           | Kōsaku Itō       |
| 2018 | Yuuzai                                        | Masuda           |
| 2021 | The Mole Song: Final                          | Reiji Kikukawa   |
| 2022 | Sing, Dance, Act: Kabuki featuring Toma Ikuta | (Documental)     |
| 2023 | The Dry Spell                                 | Shunsaku Iwakiri |
| 2023 | Yudo: The Way of the Bath                     | Shirō Miura      |
| 2024 | Confession                                    | Keisuke Asai     |
| 2025 | Demon City                                    | Shuhei Sakata    |

## Musicales
- Stand By Me
- Kyo-To-Kyo
- Shock is Millennium Shock
- Susanoh
- Another (Kansai Jr.2002 version)
- Shock is Real Shock
- Vacation (Shonentai Playzone 2003)
- Edogah-san Yukuefumei
- Mama Loves Mambo III
- West Side Story 2004 (Shonentai version)
- West Side Story 2005 (Arashi version)
- Azumi on Stage (2005)
- Azumi Returns (Azumi 2) (2006)
- Cat in the Red Boots (Shinkansen Nexus Volume 2) (2006)
- Shock – Endless Shock 2007
- The Two Gentlemen of Verona - octubre de 2007
- Grease - 2008[18]
- My Friend Hitler and Madame de Sade (Mishima Double)[19]- febrero de 2011
- Kamome(La gaviota)- septiembre de 2013
- Vamp Bamboo burn - 2016
- Rosencrantz & Guildenstern Are Dead - 2017

## Anuncios
- 2017: Suntory 'DEKAVITA C' Mario Sports
- 2014: Suntory 'Sumiwataru'
- 2013: Mondelēz Japan Limited HALLS ICE CUBE
- 2013: P＆G Japan
- 2013: Hokkaido Nippon-Ham Fighters
- 2011-2012: Danone
- 2011: EARTH CHEMICAL
- 2010: Toyota Motor
- 2010-2011: Square Enix
- 2010: Nissin Foods
- 2009: Lotte ACUO & ACUO POWDER
- 2008: Kentucky Fried Chicken
- 1998-1999: MISAWA HOMES
- 1998: Nihon Bungushinkou
- 1996-1997: Shinkenzemi

## Premios
- 54th Television Drama Academy Awards: Best Supporting Actor (Hanazakari no Kimitachi e)[20]
- Nikkan Sports Drama Grand Prix, invierno 2007: Best Supporting Actor (Honey & Clover)[21]
- 11th Nikkan Sports Drama Grand Prix, abril 2007-marzo 2008: Best Supporting Actor (Hanazakari no Kimitachi e)[22]
- 84th Kinema Junpo Awards 2011: Actor revelación (Ningen Shikaku)[23]
- Blue Ribbon Awards 2011: Rookie of the Year (Ningen Shikaku)[24]